# Montgomery County, Texas
Montgomery County är ett administrativt område i delstaten Texas, USA, med 455 746  invånare (2010). Den administrativa huvudorten (county seat) är Conroe.  

## Geografi
Enligt United States Census Bureau så har countyt en total area på 2 789 km². 2 704 km² av den arean är land och 85 km² är vatten. 

### Angränsande countyn
- Walker County - norr
- San Jacinto County - nordost
- Liberty County - öster
- Harris County - söder
- Waller County - väster
- Grimes County - nordväst